# 芦屋カンツリー倶楽部
芦屋カンツリー倶楽部（あしやカンツリーくらぶ）は、兵庫県芦屋市にあるメンバーシップ制のゴルフ場。

## 概要
フェアウェイが狭く、ティーショットが左右にブレるとOBや崖下からのリカバリーなどのトラブルが多く待ち受ける。飛距離よりもコントロールが極めて要求されるコースである。

## 住所
〒659-0002 芦屋市奥山1-25
但し敷地の過半もクラブハウスも神戸市東灘区本山町森 〒657-0111に属するが、実用的には芦屋市側からしかアクセスできない。

## コース情報
- 開場日　1952年8月17日
- コース　Par71 5780Y

## アクセス
- 鉄道の場合
  - 芦屋駅 (JR西日本)
  - 芦屋川駅（阪急電鉄）
  - クラブバス　あり